# 1761 год в науке
Ниже представлены события в мире науки и техники, произошедшие в 1761 году.

## События
- 6 июня[1][2] — первое прохождение Венеры по диску Солнца, случившееся с того времени, когда Галлей предложил использовать это явление для точного определения расстояния от Земли до Солнца методом параллакса. В связи с большой важностью для науки была организована сеть наблюдательных пунктов по всему земному шару. Прохождение наблюдалось десятками учёных в не менее чем 62 местах.

### Открытия
- Джозеф Блэк открывает скрытую теплоту плавления, обнаружив, что лёд при таянии поглощает теплоту, не изменяя своей температуры.
- Во время прохождения Венеры по диску Солнца М. В. Ломоносов открыл её атмосферу.

## Родились
- 6 января — Каспар Мария Штернберг, чешский ботаник и геолог.
- 1 февраля — Христиан Генрих Персон, голландский миколог.
- 2 февраля — Эйлмер Бурк Ламберт, английский ботаник.
- 4 февраля — Блазиус Меррем, немецкий натуралист.
- 8 марта — Ян Потоцкий, польский историк, этнограф и путешественник.
- 28 февраля — Пьер Мари Огюст Бруссоне, французский ботаник.
- 2 мая — Ричард Энтони Солсбери, английский ботаник.
- 6 мая — Станислав Бонифаций Юндзилл, польский и литовский натуралист.
- 20 июня — Якоб Хюбнер, немецкий энтомолог.
- 19 июля — Василий Владимирович Петров, русский физик-экспериментатор, первооткрыватель электрической дуги.
- 17 августа — Уильям Кэри, английский санскритолог.
- 14 октября — Фридрих Мюнтер, датский археолог, востоковед.
- 27 октября — Мэтью Бейли, британский патологоанатом.
- 28 октября — Август Бач, немецкий ботаник.
- 30 ноября — Смитсон Теннант, английский химик, первооткрыватель иридия и осмия.
- 5 декабря — Тадеаш Хенке, чешский натуралист.
- 6 декабря — Николаус Томас Хост, австрийский ботаник и врач.
- 20 декабря — Самуэль Лильеблад, шведский ботаник.
- 25 декабря — Уильям Грегор, английский минералог, первооткрыватель титана.
- Александр Васильевич Игумнов, русский востоковед.

## Скончались
- 4 января — Стивен Гейлс (р. 1677), английский физиолог, химик и изобретатель.
- 17 апреля — Томас Байес (р. ок. 1702), английский математик, вывел одну из важнейших формул теории вероятностей.
- 14 мая — Томас Симпсон (р. 1710), английский математик, один из открывателей формулы для численного интегрирования, названной его именем.
- 19 сентября — Питер ван Мушенбрук (р. 1692), голландский физик, создатель «лейденской банки».
- 19 ноября — Ноэль-Антуан Плюше (р. 1688), французский популяризатор науки, своей книгой «Природный спектакль» (Spectacle de la nature) сподвигнувший многих читателей стать натуралистами.
- Мартын Петрович Шпанберг (г. р. неизв.), русский путешественник, исследователь Курильских островов.